# プライス (ユタ州)
プライス（Price）は、アメリカ合衆国ユタ州の町。カーボン郡の郡庁所在地である。人口は8,216人（2020年）。歴史的には炭鉱で発達した。